# Union (New Hampshire)
Union ist ein Census-designated place in der Town of Wakefield im Carroll County im US-Bundesstaat New Hampshire. Die Volkszählung von 2020 erfasste 196 Einwohner. Der CDP wurde im Jahr 2010 erstmals vom Census definiert.

## Lage
Der Ort liegt bei den Koordinaten 43° 29' 28.19" Nord und 71° 1' 23.05" West auf einer Höhe von 147 Metern über dem Meeresspiegel am Branch River. Die 0,8 km² große Fläche des Gebietes besteht nur aus Land. Durch Union führt die New Hampshire State Route NH-125.